# Halkis
Halkis (finska: Halkia) är en tätort (finska: taajama) i Borgnäs kommun i landskapet Nyland i Finland. Vid tätortsavgränsningen den 31 december 2021 hade Halkis 858 invånare och omfattade en landareal av 8,25 kvadratkilometer.